# Yokan
Yokan (jap. 予感 przeczucie) – singiel zespołu Dir En Grey wydany w 1999 roku. Druga piosenka to zremiksowana wersja tytułowego utworu poprzedniego singla - Cage.

## Lista utworów
Obydwa teksty napisał Kyo. Muzykę do tytułowej piosenki skomponował Die. 
1. Yokan (予感) (4:41)
2. Cage (>|< Mix) (remix by Chris Vrenna) (5:21)